# Kevin Harvick
Kevin Michael Harvick, född den 8 december 1975 i Kalifornien, är en amerikansk professionell stockcarförare som åren 2014–2023 körde bil #4 för Stewart-Haas Racing i Nascar Cup Series. 

## Racingkarriär
Harvick gjorde sin debut i Nascar Winston Cup Series för Richard Childress Racing, efter att Dale Earnhardt förolyckats i Daytona 500 2001. Han har bland annat vunnit Daytona 500 år 2007, då han slog Mark Martin till mållinjen. År 2014 skrev Harvick på för Stewart-Haas Racing, ett kontrakt som förlängdes 2016. Harvick vann Nascar-cupen första året med SHR.